# Drosophila kivuensis
Drosophila kivuensis este o specie de muște din genul Drosophila, familia Drosophilidae, descrisă de Tsacas în anul 1980. Conform Catalogue of Life specia Drosophila kivuensis nu are subspecii cunoscute.